# Drycothaea clara
Drycothaea clara es una especie de escarabajo longicornio del género Drycothaea, familia Cerambycidae. Fue descrita científicamente por Galileo & Martins en 2012.
Habita en Brasil. Los machos y las hembras miden aproximadamente 11,6 mm. El período de vuelo de esta especie ocurre en el mes de junio.